# Lewis Boss

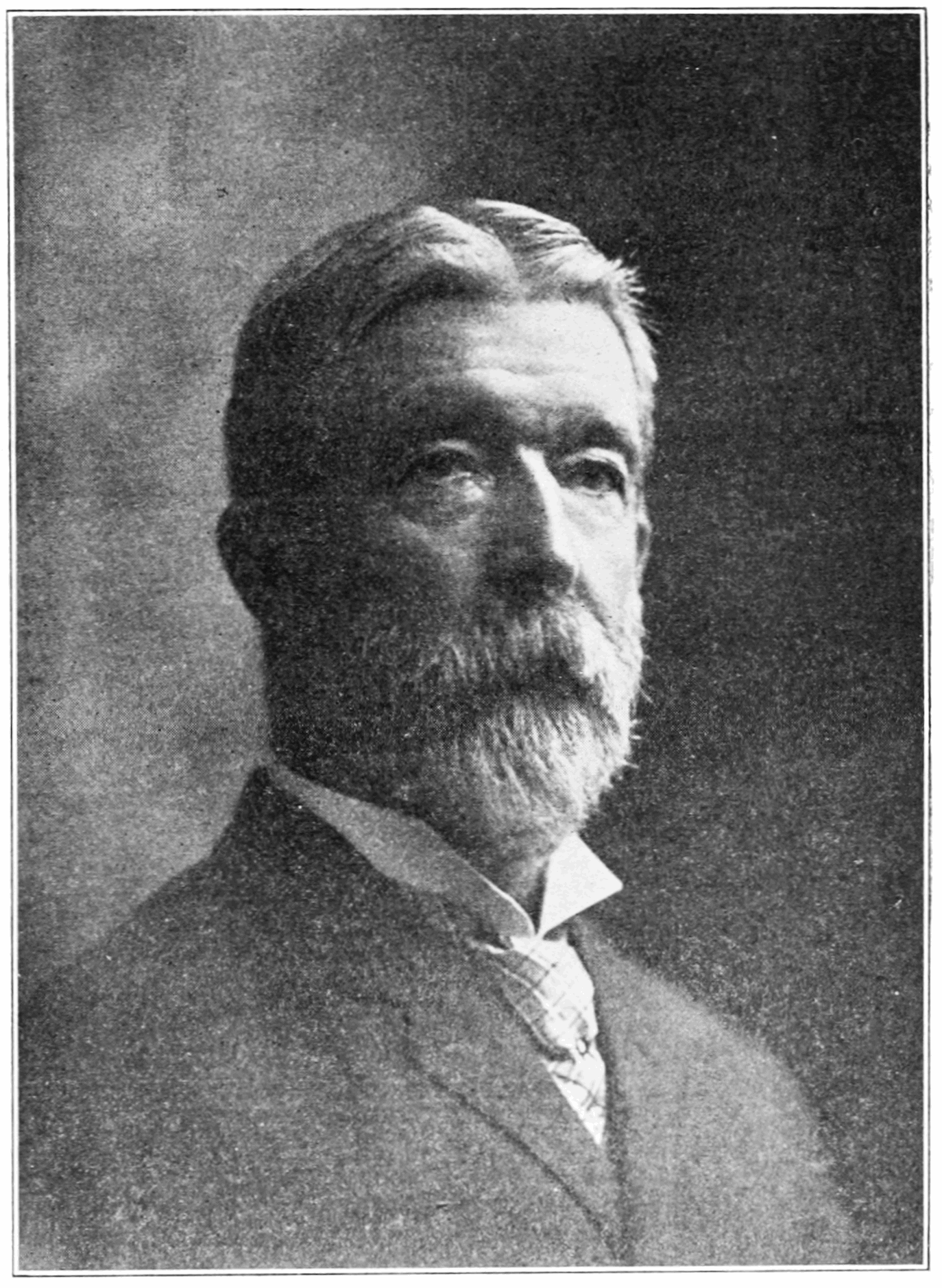
Lewis Boss (1912)

Lewis Boss (* 26. Oktober 1846 in Providence, Rhode Island; † 5. Oktober 1912 in Albany im Bundesstaat New York) war ein US-amerikanischer Astronom. Sein Sohn war der Astronom Benjamin Boss.
1876 wurde er Direktor des Dudley Observatory in Schenectady, New York. 1882 leitete er eine Expedition nach Chile, um den Venustransit zu beobachten.
Lewis Boss ist bekannt durch seine Katalogisierung von Positionen und Eigenbewegungen von Sternen. 1910 publizierte er den Preliminary General Catalogue of 6188 Stars for the Epoch 1900, eine Kompilation von Stern-Eigenbewegungen. Dieser Katalog wurde nach seinem Tod fortgesetzt.
Seine bedeutendste Entdeckung war die Berechnung des Konvergenzpunktes des Hyaden-Sternhaufens.
Boss wurde 1889 in die National Academy of Sciences gewählt und 1905 mit der Goldmedaille der Royal Astronomical Society ausgezeichnet. 1910 wurde er zum korrespondierenden Mitglied der Preußischen Akademie der Wissenschaften gewählt, im selben Jahr als korrespondierendes Mitglied in die Russische Akademie der Wissenschaften und 1911 sowohl in die American Academy of Arts and Sciences als auch in die American Philosophical Society aufgenommen.
Der Mondkrater Boss ist nach ihm benannt.

## Werke
- Preliminary General Catalogue of 6188 Stars for the Epoch 1900, including those visible to the naked eye and other well-determined stars. Washington DC 1910 (Digitalisat)